# Mierenbroodje

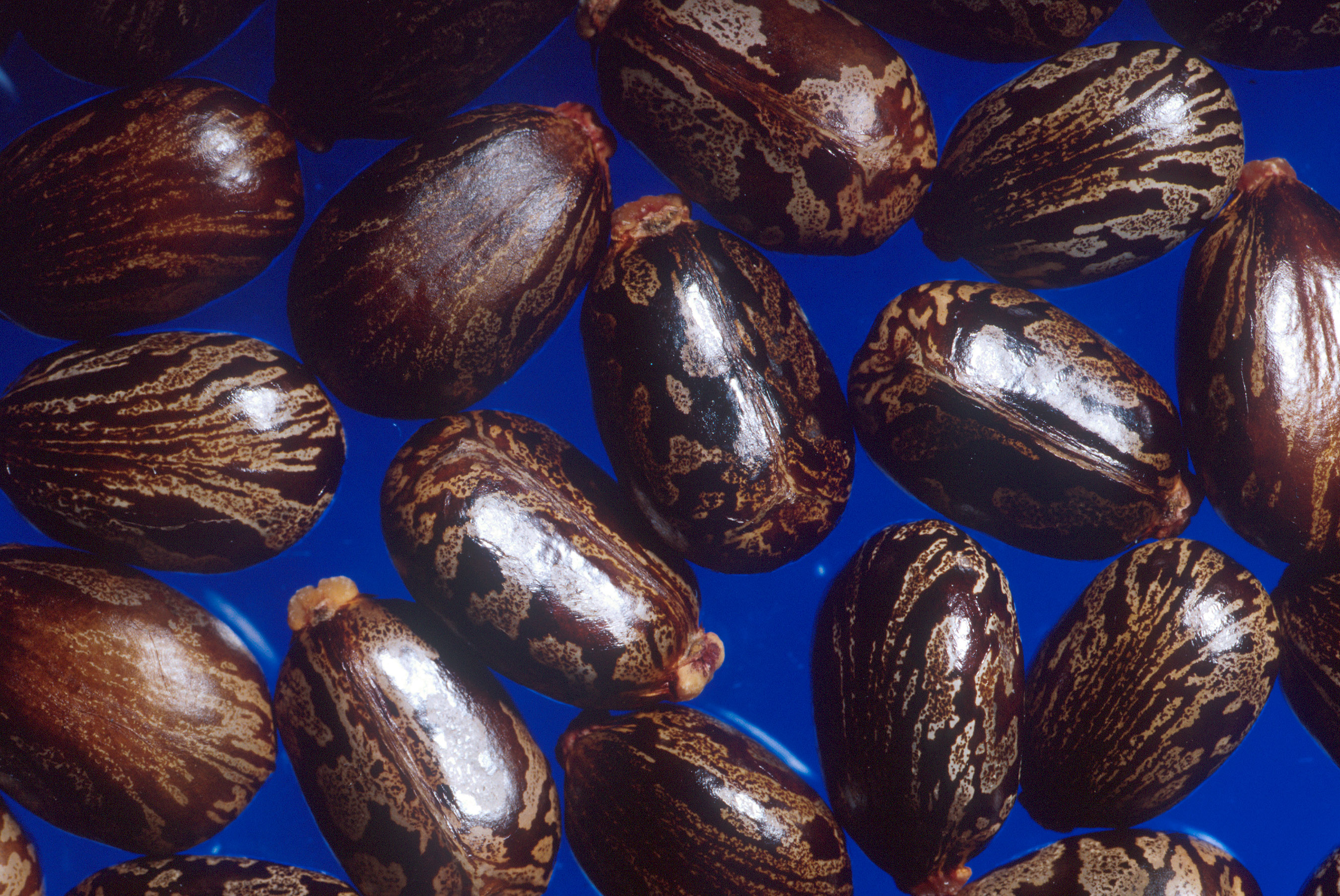
zaden met mierenbroodje van de wonderboom (Rhicinus communis)

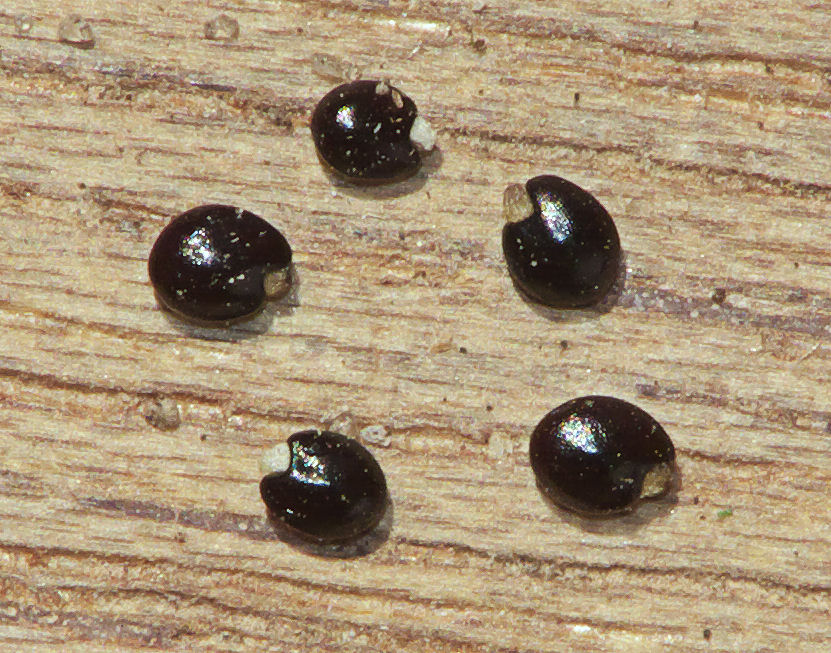
zaden met mierenbroodje van winterpostelein

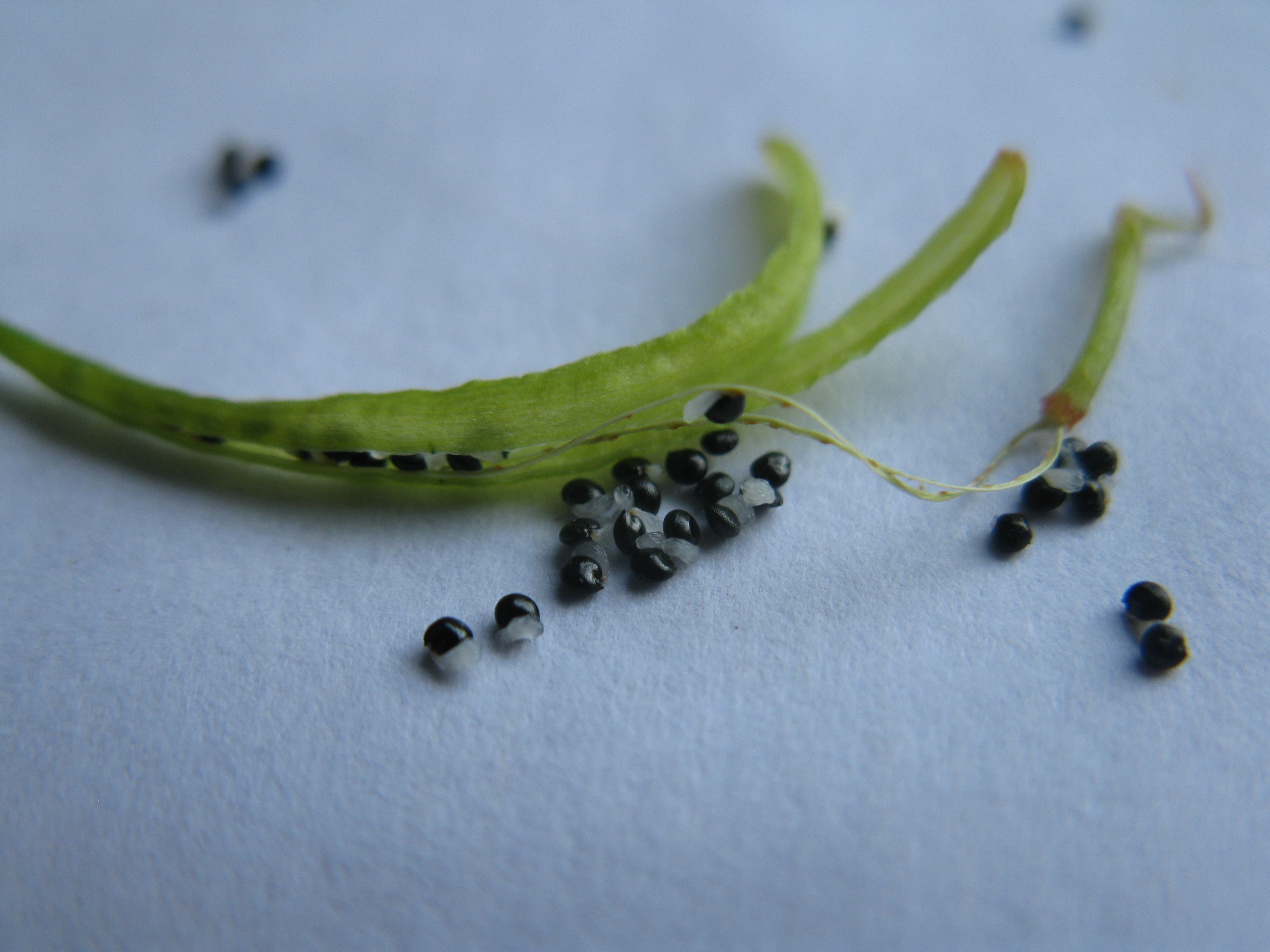
zaden met mierenbroodje van Corydalis cheilanthifolia

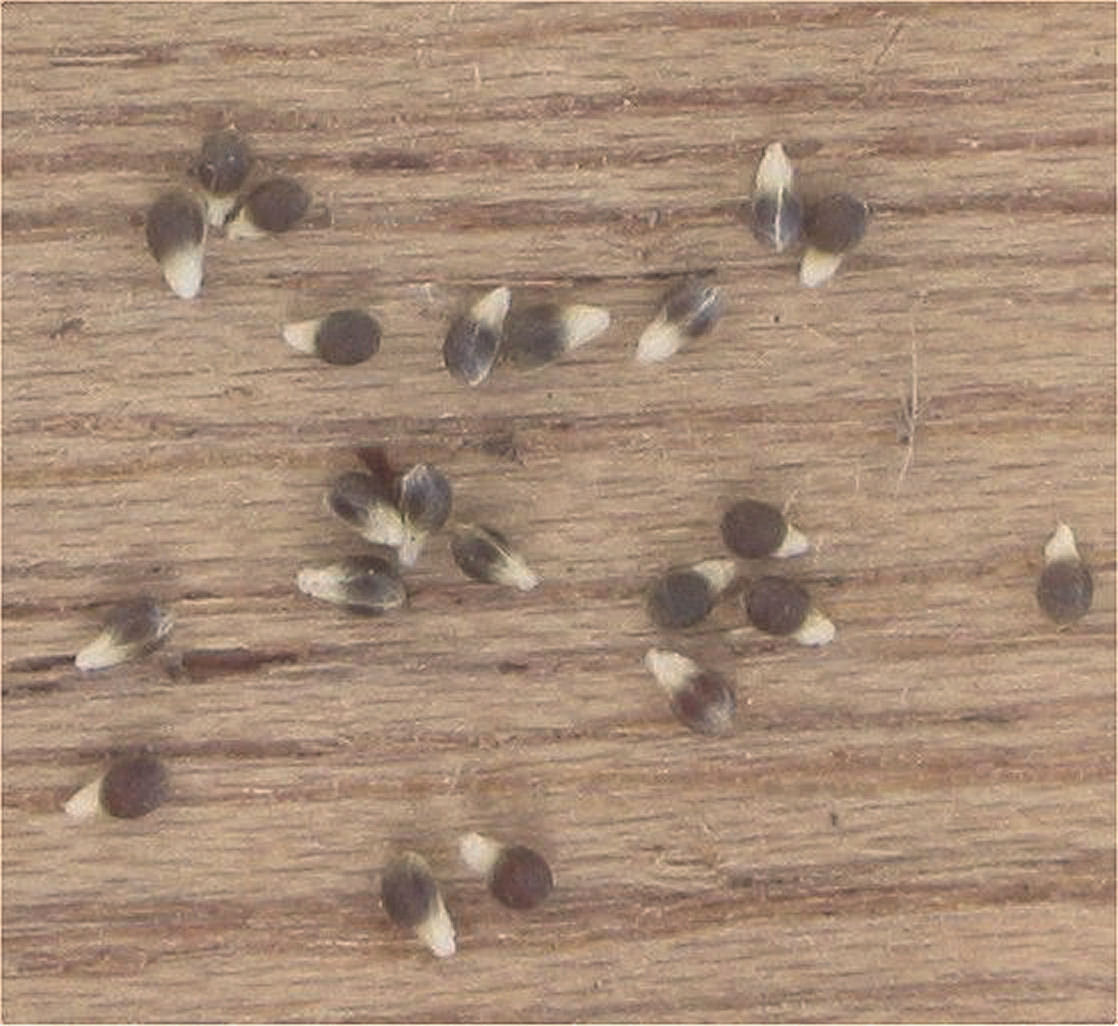
zaden met mierenbroodje van de Gewone veldbies

Een mierenbroodje (elaiosoom) is een aanhangsel aan zaden of vruchten van sommige plantensoorten, dat als voedsel kan dienen voor mieren. Het woord elaiosoom is afgeleid van het Griekse "elaion", dat olie betekent. Het is een uitgroeisel van de ring om de navelstreng (funiculus) of de zaadsteel. Hierdoor verspreiden de mieren de zaden verder van de plant af. Deze wijze van verspreiden heet myrmecochorie (Oudgrieks μύρμηξ (murmex) = mier; χωρεῖν (chōrein) = zich verspreiden). In België en Nederland komen ongeveer 200 plantensoorten voor die een mierenbroodje hebben.
Er zijn ongeveer vijftien mierensoorten, die mierenbroodjes als voedsel gebruiken. De mieren nemen het zaad mee naar hun nest. Tijdens deze tocht kan het mierenbroodje al van het zaad afbreken of anders wordt in het nest het voedsel van het zaad afgebeten en het zaad weer naar buiten gebracht. Het oliehoudende en koolhydraatrijke mierenbroodje wordt door mierenlarven gegeten.
Ook bij sommige insecten komen mierenbroodjes voor; zo dragen de eitjes van een aantal wandelende takken een zoet kapje waar mieren dol op zijn, dit wordt het capitulum genoemd.

## Inhoudsstoffen mierenbroodje
Het mierenbroodje bevat vooral vetten en suiker met daarnaast weleens vitamine B, vitamine C, zetmeel en eiwit. Vooral de suiker is belangrijk voor de mieren. Meerdere onderzoekers hebben oliezuur in het mierenbroodje gevonden. Zo werd aangetoond dat de mierenbroodjes van enkele planten ricinolzuur bevatten, dat ook in de larven van de glanzende houtmier voorkomt. Een experiment liet zien dat de werksters van deze soort zich massaal verzamelden bij een in oliezuur gedrenkte schnitzel en dat deze vervolgens het nest werd ingedragen. Het mierenbroodje van het maarts viooltje bevat 1,2-diolein, dat bij de mierensoort Aphaenogaster rudis een vergelijkbare reactie oproept.

## Plantensoorten met een mierenbroodje
Enkele voorbeelden van deze plantensoorten zijn:
- Acacia
- Buntgras (Corynephorus canescens)
- Gewone veldbies
- Handjesereprijs
- Knikkende distel
- Liggend bergvlas
- Moeraskartelblad
- Roze winterpostelein
- Sneeuwklokje
- Witte dovenetel
- Enkele polygalasoorten, zoals gewone vleugeltjesbloem en kuifvleugeltjesbloem
- Enkele viooltjessoorten, zoals het driekleurig viooltje, het hondsviooltje en het maarts viooltje

- Enkele zeggesoorten, zoals hangende zegge, scherpe zegge en stijve zegge

Uit de boraginaceae (ruwbladigenfamilie):
- Bernagie
- Ruwe smeerwortel

Uit de euphorbiaceae (wolfsmelkfamilie):
- Kleine wolfsmelk
- Wonderboom: de wonderboom heeft een zeer groot mierenbroodje.

Uit de papaverfamilie:
- Dicentra cucullaria
- Geelwitte helmbloem
- Gele helmbloem
- Holwortel
- Stinkende gouwe
- Vingerhelmbloem

Uit de ranonkelfamilie:
- Bosanemoon
- Gele anemoon
- Klimopwaterranonkel